# Trzęsacz
Trzęsacz (Hoff an der Ostsee in tedesco) è una frazione della cittadina polacca di Rewal, nel distretto di Gryfice, voivodato della Pomerania Occidentale.

## Geografia fisica
La piccola località si trova sulla riva del Mar Baltico nella Pomerania Orientale e la si raggiunge attraverso la strada del Voivodato n. 102, che segue la costa orientale del Baltico da Świnoujście (Swinemünde) a Trzebiatów (Treptow a. d. Rega). Confina con le località di Pobierowo (Poberow) a sudovest, Rewal (Rewahl) a est e Drezewo (Dresow) a sud.
Dista da Rewal, con un percorso a piedi lungo le riva del mare, circa 20 minuti.

## Storia

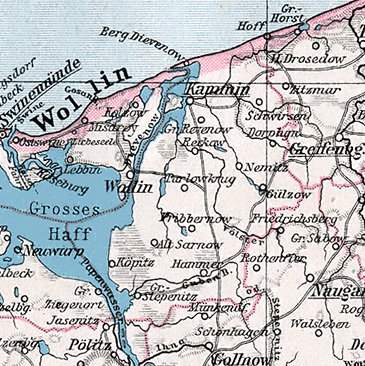
Hoff sul Mar Baltico e nordest della laguna di Stettino su una mappa del 1905.

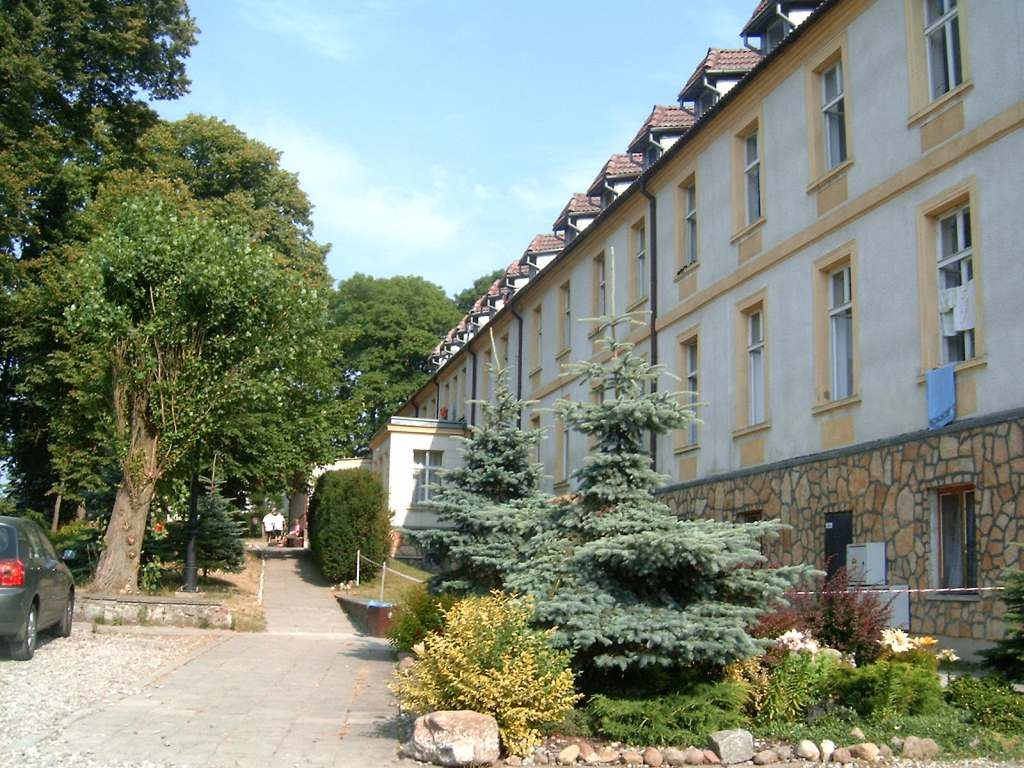
Ex casa padronale di Hoff

Trzęsacz è una parrocchia, che nacque presso un feudo. All'azienda agricola appartenevano un castello ed un parco con dune, tra due laghetti, che erano pubblici. La duna era un popolare punto di osservazione. Fino alla seconda guerra mondiale vie era nella località un caseificio ed una stazione di soccorso marino.
La costa del Baltico nella zona fra Tręsacz e Niechorze viene costantemente esposta alle inondazioni, che nei secoli passati hanno provocato lo spostamento della costa orientale verso l'interno. Dalla collina di sabbia citata, nel parco del castello, la distanza dalla falesia della riva sul mare ammontava nel Jahr 1783 a 285 m, mentre nel 1889 si era ridotta a 175 m. L'erosione del terreno della costa in 106 anni ha raggiunto i 210 , per una media di 2 metri all'anno.

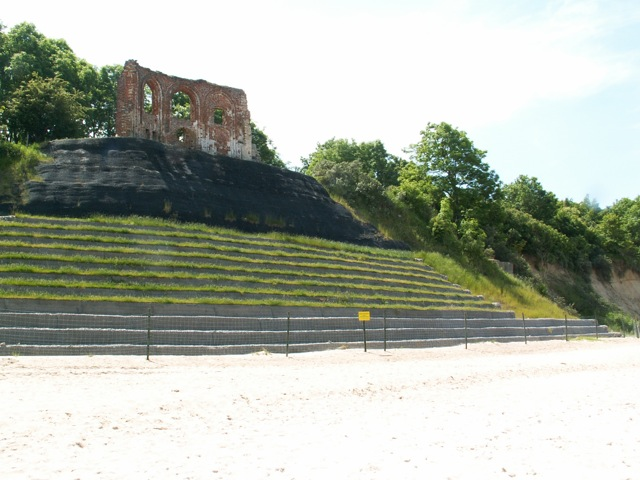
Rovine della chiesa di San Nicola

Sulla pianura che si eleva di 12 m sopra la costa presso Trzęsacz, nella seconda metà del XV secolo fu eretta una chiesa in stile tardo gotico, la chiesa di San Nicola. Questa chiesa, che nel 1805 distava ancora 25 metri dalla riva del mare, era esposta all'inondazione del mare, venne chiusa nel 1874. Nel 1885 la chiesa fu scoperchiata. Nel 1901 la chiesa, a causa dell'inondazione che superò la ripida sponda della riva del mare, rovinò in mare per metà. Nell'occasione cadde in mare anche una parte del cimitero annesso alla chiesa.
Da allora le rovine della chiesa diventarono un apprezzato soggetto per i pittori  e conferì alla località un certo prestigio come meta turistica.
Lyonel Feininger, che tra il 1891 e il 1936 trascorreva le sue vacanze estive sul Mar Baltico, trattò il soggetto delle rovine della chiesa in tredici fra dipinti e disegni.
Dopo il crollo dell'antica chiesa, ne venne costruita un'altra a distanza di 200 metri, che utilizzò il pregiato altare di quella vecchia. Alla fine della seconda guerra mondiale, la nuova chiesa era danneggiata., l'altare tuttavia, che era stato rimosso, rimase intatto. La zona fu occupata dall'Armata Rossa e infine, come l'intera Pomerania Orientale, fu assegnata alla Polonia. La  popolazione tedesca che non se n'era ancora andata, fu costretta, in forza dei cosiddetti Decreti Bierut, a lasciare la zona. La località venne ridenominata Trzęsacz.
La ricostruita casa padronale Gutshaus ospita oggi un hotel.
La chiesa è stata da poco restaurata e ospita nuovamente l'antico e pregiato altare.
Nel 2009 ha avuto termine il rafforzamento della falesia sotto le rovine della chiesa, come anche quello delle strutture attorno alle stesse. Accanto alle rovine è stato costruito un ponteggio in acciaio, che funge da piattaforma panoramica e dà accesso alla spiaggia; esso è alto 10,7 m e lungo 36,6, dalle rovine fino alla piattaforma panoramica.

## Immagini di Trzęsacz

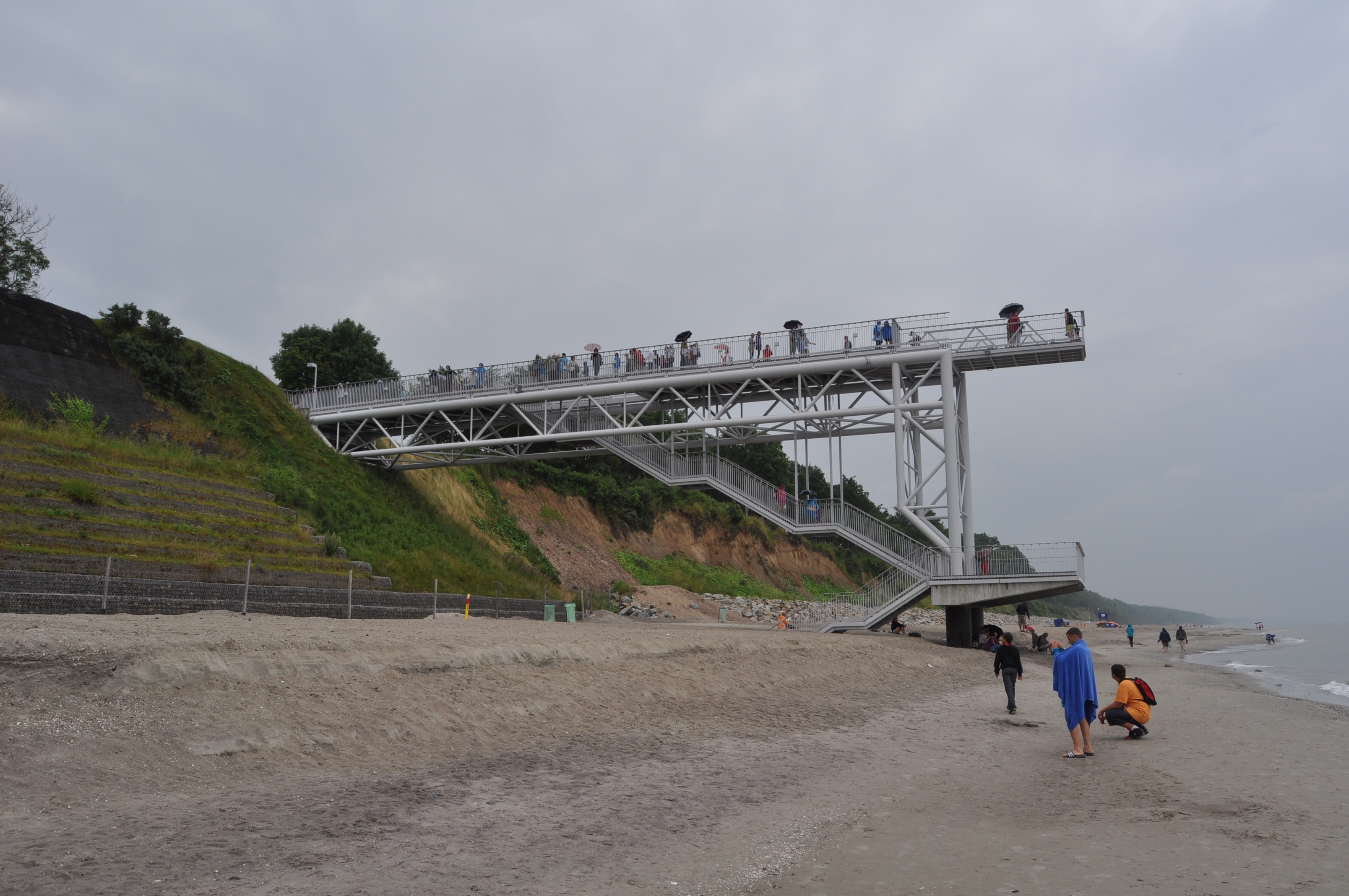
Struttura con piattaforma panoramica
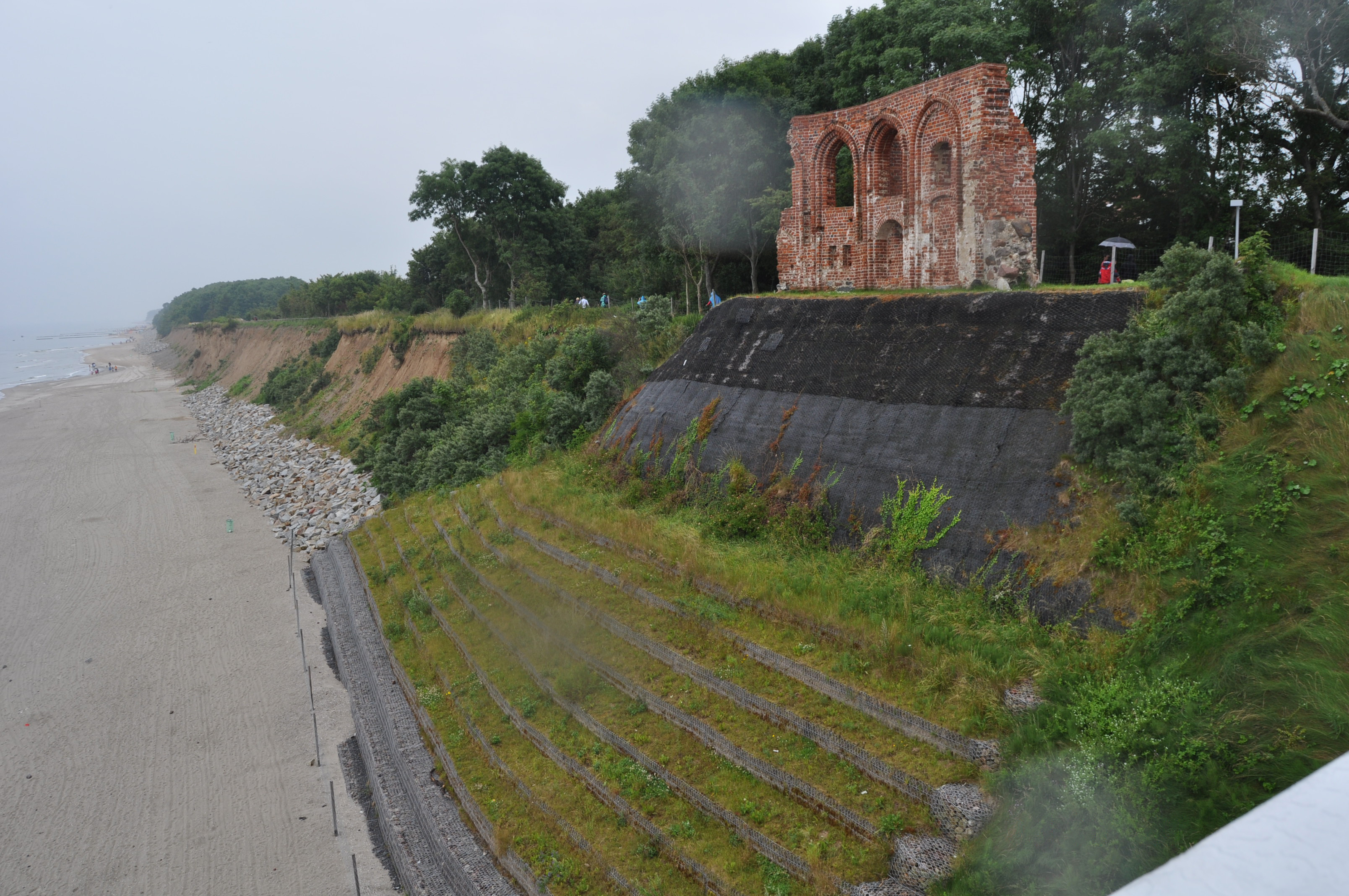
Le rovine della chiesa viste dalla piattaforma
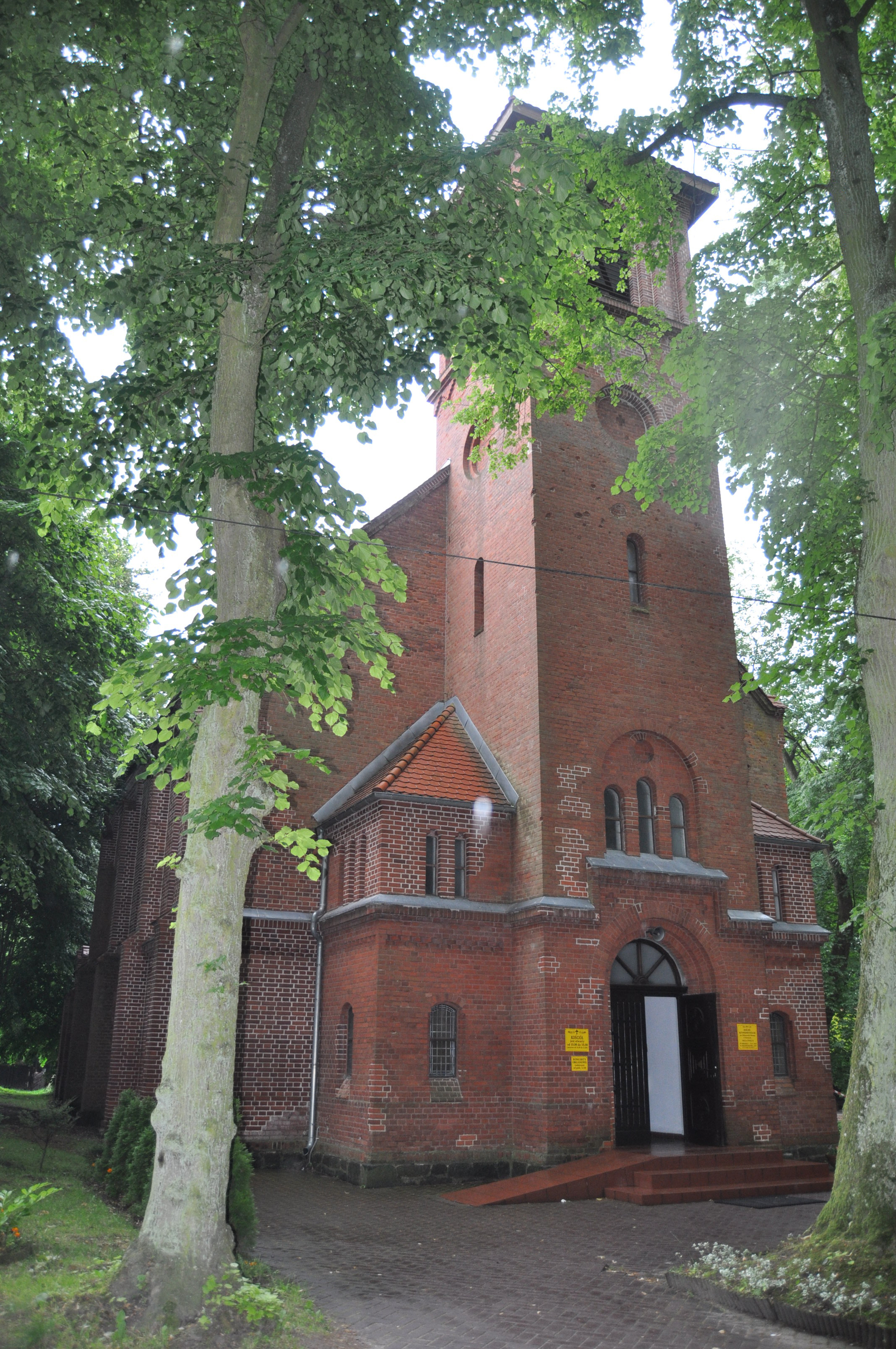
La nuova chiesa di Trzęsacz
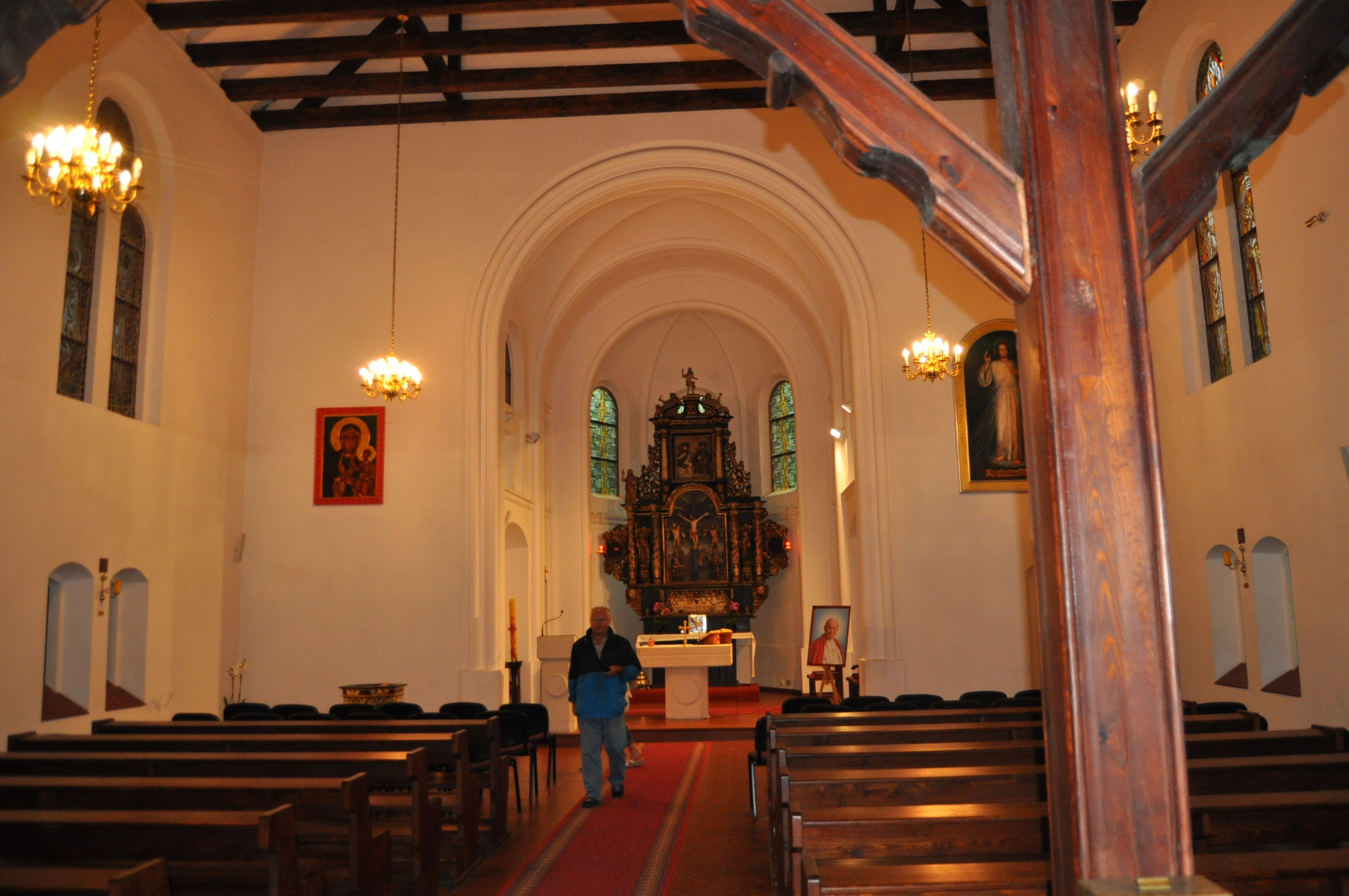
Altare delle rovine dell'antica chiesa in quella nuova
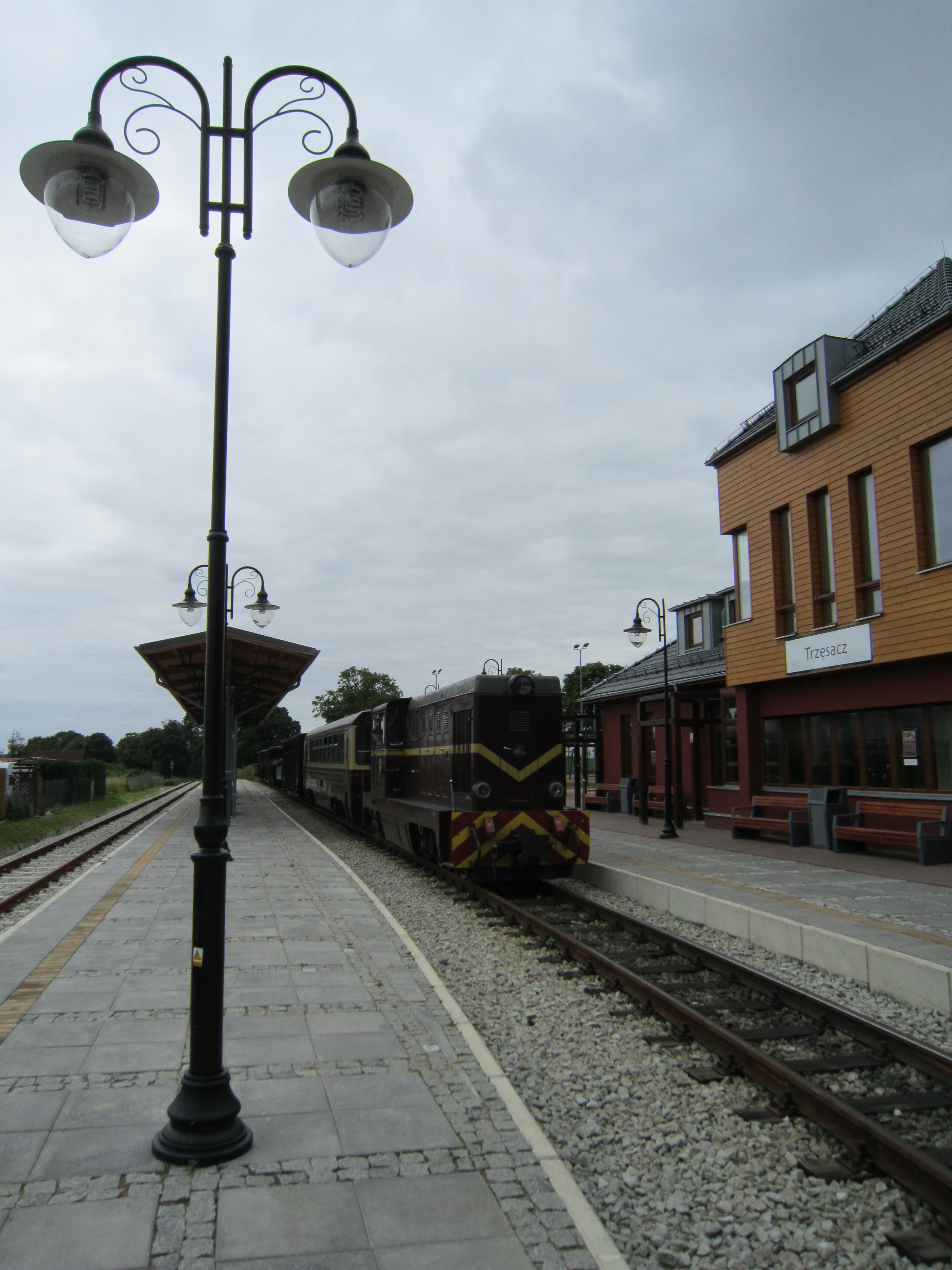
La stazione ferroviaria di Trzęsacz
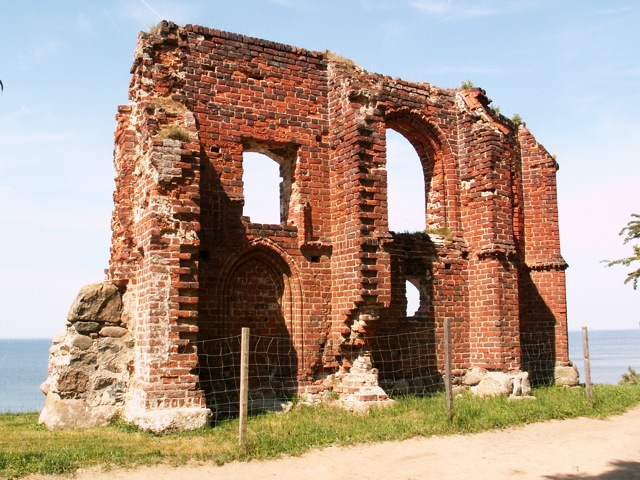
Le rovine dell'antica chiesa
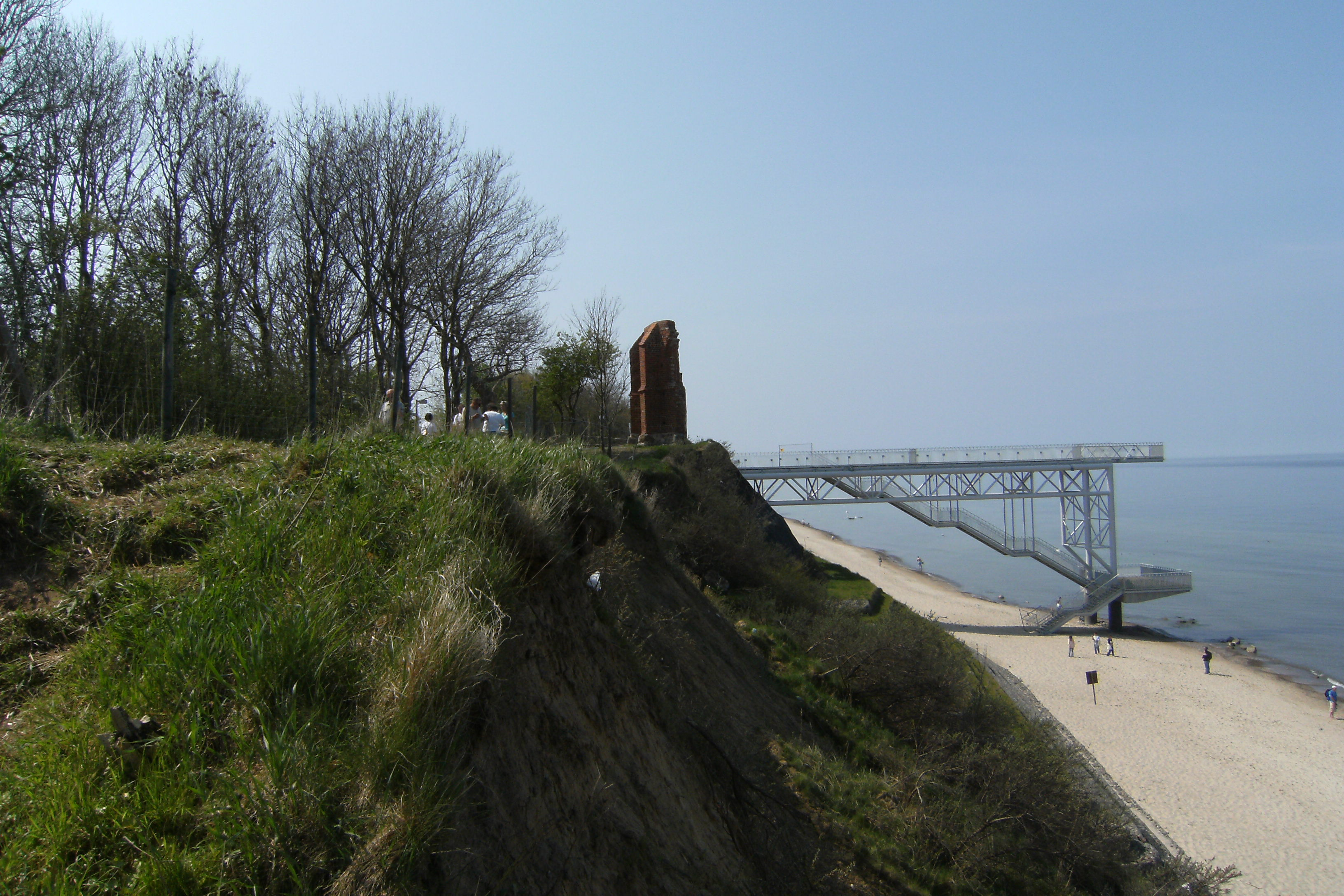
Rovine di Hoff da est con pontile